# Pilar, Bataan
Pilar là một đô thị cấp bốn ở tỉnh Bataan, Philippines. Theo điều tra dân số năm 2015, đô thị này có dân số 41.823 người trong. 

## Các đơn vị hành chính
Về mặt hành chính, Pilar được chia thành 19 khu phố (barangay).
| - Ala-uli - Bagumbayan - Balut I - Balut II - Bantan Munti - Burgos - Del Rosario (Pob.) - Diwa - Landing - Liyang | - Nagwaling - Panilao - Pantingan - Poblacion - Rizal (Pob.) - Santa Rosa - Wakas B - Wakas South - Wawa |